# Vala
Vala — язык программирования, предназначенный для прикладного и системного программирования на основе библиотек GLib Object System (GObject) рабочей среды GNOME/GTK+. Язык был разработан Йюргом Биллетером (Jürg Billeter) и Раффаэле Сандрини (Raffaele Sandrini).

## Основные особенности
Vala по своему синтаксису очень похож на Java и полностью реализует объектно-ориентированный подход. Поддерживаются интроспекция, выведение типов, сборка мусора, основанная на подсчёте ссылок, лямбда-функции, концепция сигналов и слотов, подобная используемой в Qt, но реализованная на уровне языка, строковые типы, обобщённое программирование, срезы массивов, оператор перечисления элементов коллекции foreach, делегаты, замыкания, интерфейсы, свойства и исключения.
Особенность системы разработки состоит в том, что программа на Vala транслируется в программу на языке C, которая, в свою очередь, компилируется в исполняемый код целевой платформы со стандартными библиотеками C, Glib и выполняется со скоростью откомпилированного в объектный код целевой платформы приложения C. Чтобы получить транслируемый код на языке С, нужно указать параметр -C компилятору Vala. При наличии в программе графического интерфейса пользователя во время компиляции используется библиотека GTK+ (параметр—pkg gtk+-3.0 компилятора). Благодаря такому подходу откомпилированный код на Vala бинарно совместим с системными библиотеками, написанными на C. Для подключения сторонних библиотек к программам на языке Vala используются специальные vapi-файлы, в которых даётся описание интерфейса библиотеки. Для многих библиотек уже существуют vapi-файлы, входящие в штатную поставку компилятора Vala. Кроме того, имеются vapi-файлы для библиотек, поддерживаемые сторонними пользователями, пока не включенные в штатную поставку.
Существуют неофициальные сборки компилятора для ОС Windows, поддерживаемые сторонними разработчиками.

## Причины создания
Язык Vala был создан для эффективной разработки на платформе GNOME сложных прикладных и системных приложений с графическим интерфейсом пользователя, базирующимся на стандартной библиотеке GTK+, с применением современных языковых средств и техник программирования.
Объектно-ориентированный язык Java предоставляет программисту достаточно возможностей, но программы исполняются в виртуальных машинах, что делает невозможным прямое обращение к ним из бинарного кода на языке C, как и использование в таких программах системных низкоуровневых библиотек, таких как GObject. Поэтому этот язык, как и любые другие, исполняющие байт-код в виртуальных машинах, не может быть принят в рамках платформы GNOME. Управляемые приложения имеют также ограничения в производительности, что является критичным для работы некоторых программ (например, системных), которые должны исполняться в бинарном коде (ABI). Это и стало причиной появления нового языка Vala.

## Примеры кода

### Пример № 1
Простая программа «Hello, World»
```
void
 
main
()

{

    
print
(
"Hello, World
\n
"
);

}

```

### Пример № 2
Программа «Hello, World», демонстрирующая объектно-ориентированный подход
```
class
 
Sample

{

    
void
 
run
()

    
{

        
stdout
.
printf
(
"Hello, World
\n
"
);

    
}

 

    
static
 
int
 
main
(
string
[]
 
args
)

    
{

        
var
 
sample
 
=
 
new
 
Sample
();

        
sample
.
run
();

        
return
 
0
;

    
}

}

```

### Пример № 3
Это пример использования GTK+ для создания GUI-программ на языке Vala:
```
using
 
Gtk
;

 

int
 
main
(
string
[]
 
args
)

{

    
Gtk
.
init
(
ref
 
args
);

 

    
var
 
window
 
=
 
new
 
Window
();

    
window
.
title
 
=
 
"Hello, World!"
;

    
window
.
border_width
 
=
 
10
;

    
window
.
window_position
 
=
 
WindowPosition
.
CENTER
;

    
window
.
set_default_size
(
350
,
 
70
);

    
window
.
destroy
.
connect
(
Gtk
.
main_quit
);

 

    
var
 
label
 
=
 
new
 
Label
(
"Hello, World!"
);

 

    
window
.
add
(
label
);

    
window
.
show_all
();

 

    
Gtk
.
main
();

    
return
 
0
;

}

```

## Применение
Язык Vala активно используется для разработки приложений под GNOME, в частности для написания принципиально новых приложений, отвечающих запросам пользователей GNU Linux. С использованием Vala разрабатывается:
- Elementary OS — дистрибутив, разработчики которого большое внимание уделяют дизайну системы
- Akira — нативное приложение для GNU/Linux, которое по замыслу создателей должно стать основным инструментом UX-протипирования и разработки для пользователей свободного программного обеспечения
- Geary — почтовый клиент
- Budgie — графическая оболочка на базе GTK+
- Gee — библиотека коллекций
- Ambition — Веб-фреймворк по модели MVC. Пример создания простого блога.
- Valum — Веб-фреймворк
- VDA  — обертка написанной на си библиотеки GDA, которая предоставляет единый набор подключаемых API-интерфейсов, определенных как можно более универсальными, чтобы через них можно было получить доступ к любому типу источника данных (базы данных, информационные серверы, почтовые пулы). На данный момент поддерживает SQLite (и SQLCipher), MySQL, PostgreSQL, MSAccess, Berkeley Db (и является расширением SQL), Oracle и JDBC (разрешает доступ к любой базе данных через драйвер JDBC), работа ведется для других типов баз данных.

## Расширенные примеры кода
Если у вас возникли проблемы с компиляцией примера, попробуйте последнюю версию Vala.

### Характеристики языка и вводные примеры
- Основные примеры

##### Основные примеры
Простой Hello, World:
```
void
 
main
 
()
 
{

    
print
 
(
"Hello, world
\n
"
);

}

```

Компиляция и запуск:
$ valac hello.vala
$ ./hello

В режиме "скриптинга":
```
#
!/
usr
/
bin
/
vala

print
 
(
"hello, world
\n
"
);

```

Запуск: сделать файл исполнительным использовать команду vala (тогда первая строчка не обязательна)
$ vala hello.vala

##### Чтение ввода пользователя
```
void
 
main
 
()
 
{

    
stdout
.
printf
 
(
"Введите свое имя: "
);

    
string
 
name
 
=
 
stdin
.
read_line
 
();

    
stdout
.
printf
 
(
@"Привет, $name!
\n
"
);

}

```

##### Чтение и запись в файл
Это очень простая обработка текстовых файлов. Для продвинутого ввода/вывода используйте мощные потоковые классы GIO.
```
void
 
main
 
()
 
{

    
try
 
{

        
// Запись

        
string
 
content
 
=
 
"hello, world"
;

        
FileUtils
.
set_contents
 
(
data
.
txt
,
 
content
);

        
// Чтение

        
string
 
read
;

        
FileUtils
.
get_contents
 
(
filename
,
 
out
 
read
);

        
stdout
.
printf
 
(
@"The content of file '$filename' is:
\n
$read
\n
"
);

    
}
 
catch
 
(
FileError
 
e
)
 
{

        
stderr
.
printf
 
(
@"$(e.message)
\n
"
);

    
}

}

```

##### Порождение процессов
```
void
 
main
 
()
 
{

    
try
 
{

        
// Non-blocking

        
Process
.
spawn_command_line_async
 
(
"ls"
);

        
// Blocking (waits for the process to finish)

        
Process
.
spawn_command_line_sync
 
(
"ls"
);

        
// Blocking with output

        
string
 
standard_output
,
 
standard_error
;

        
int
 
exit_status
;

        
Process
.
spawn_command_line_sync
 
(
"ls"
,
 
out
 
standard_output
,

                                               
out
 
standard_error
,

                                               
out
 
exit_status
);

        
//print output of process exec

        
stdout
.
printf
 
(
standard_output
);

    
}
 
catch
 
(
SpawnError
 
e
)
 
{

        
stderr
.
printf
 
(
"%s
\n
"
,
 
e
.
message
);

    
}

}

```

#### Продвинутый пример
```
/* class derived from GObject */

public
 
class
 
AdvancedSample
 
:
 
Object
 
{

    
/* automatic property, data field is implicit */

    
public
 
string
 
name
 
{
 
get
;
 
set
;
 
}

    
/* signal */

    
public
 
signal
 
void
 
foo
 
();

    
/* creation method */

    
public
 
AdvancedSample
 
(
string
 
name
)
 
{

        
this
.
name
 
=
 
name
;

    
}

    
/* public instance method */

    
public
 
void
 
run
 
()
 
{

        
/* assigning anonymous function as signal handler */

        
this
.
foo
.
connect
 
((
s
)
 
=>
 
{

            
stdout
.
printf
 
(
"Lambda expression %s!
\n
"
,
 
this
.
name
);

        
});

        
/* emitting the signal */

        
this
.
foo
 
();

    
}

    
/* application entry point */

    
public
 
static
 
int
 
main
 
(
string
[]
 
args
)
 
{

        
foreach
 
(
string
 
arg
 
in
 
args
)
 
{

            
var
 
sample
 
=
 
new
 
AdvancedSample
 
(
arg
);

            
sample
.
run
 
();

            
/* "sample" is freed as block ends */

        
}

        
return
 
0
;

    
}

}

```

#### Работа со строками
- void println (string str) {
    stdout.printf ("%s\n", str);
}

void main () {

    /* Strings are of data type 'string' and can be concatenated with the plus
     * operator resulting in a new string:
     */

    string a = "Concatenated ";
    string b = "string";
    string c = a + b;
    println (c);

    /* If you want to have a mutable string you should use StringBuilder.
     * With its help you are able to build strings ad libitum by prepending,
     * appending, inserting or removing parts. It's faster than multiple
     * concatenations. In order to obtain the final product you access the
     * field '.str'.
     */

    var builder = new StringBuilder ();
    builder.append ("built ");
    builder.prepend ("String ");
    builder.append ("StringBuilder");
    builder.append_unichar ('.');
    builder.insert (13, "by ");
    println (builder.str);      // => "String built by StringBuilder."

    /* You can create a new string according to a format string by calling the
     * method 'printf' on it. Format strings follow the usual rules, known from
     * C and similar programming languages.
     */

    string formatted = "PI %s equals %g.".printf ("approximately", Math.PI);
    println (formatted);

    /* Strings prefixed with '@' are string templates. They can evaluate
     * embedded variables and expressions prefixed with '$'.
     * Since Vala 0.7.8.
     */

    string name = "Dave";
    println (@"Good morning, $name!");
    println (@"4 + 3 = $(4 + 3)");

    /* The equality operator compares the content of two strings, contrary to
     * Java's behaviour which in this case would check for referential equality.
     */

    a = "foo";
    b = "foo";
    if (a == b) {
        println ("String == operator compares content, not reference.");
    } else {
        assert_not_reached ();
    }

    /* You can compare strings lexicographically with the < and > operators: */

    if ("blue" < "red" && "orange" > "green") {
        // That's correct
    }

    // Switch statement

    string pl = "vala";
    switch (pl) {
    case "java":
        assert_not_reached ();
    case "vala":
        println ("Switch statement works fine with strings.");
        break;
    case "ruby":
        assert_not_reached ();
    }

    /* Vala offers a feature called verbatim strings. These are strings in
     * which escape sequences (such as \n) won't be interpreted, line breaks
     * will be preserved and quotation marks don't have to be masked. They are
     * enclosed with triple double quotation marks. Possible indentations
     * after a line break are part of the string as well. Note that syntax
     * highlighting in this Wiki is not aware of verbatim strings.
     */

    string verbatim = """This is a so-called "verbatim string".
Verbatim strings don't process escape sequences, such as \n, \t, \\, etc.
They may contain quotes and may span multiple lines.""";
    println (verbatim);

    /* You can apply various operations on strings. Here's a small selection: */

    println ("from lower case to upper case".up ());
    println ("reversed string".reverse ());
    println ("...substring...".substring (3, 9));

    /* The 'in' keyword is syntactic sugar for checking if one string contains
     * another string. The following expression is identical to
     * "swordfish".contains ("word")
     */

    if ("word" in "swordfish") {
        // ...
    }

    // Regular expressions

    try {
        var regex = new Regex ("(jaguar|tiger|leopard)");
        string animals = "wolf, tiger, eagle, jaguar, leopard, bear";
        println (regex.replace (animals, -1, 0, "kitty"));
    } catch (RegexError e) {
        warning ("%s", e.message);
    }
}
- Работа с символами
- Сигналы и Слоты
- Работа со свойствами
- Пример условной компиляции

### Основы: Коллекции, файлы, ввод/вывод, работа с сетью, IPC
- Gee (Коллекции: lists, sets, maps, iterables)
- GIO (Ввод/вывод, файловые операции)
- Сжатие GIO (упаковка/распаковка файлов)
- Настройки GIO (Параметры приложения)
- Работа с сетью GIO (Работа с сетевыми сокетами)
- Примеры Soup (HTTP клиент / сервер)
- Базовые примеры работы с D-Bus клиент/сервер (Взаимодействие между процессами)
- Пример клиента D-Bus (пример клиента D-Bus "real world")
- Методы Async (использование специального синтаксиса Vala для асинхронных операций)

### Интерфейс пользователя
- GTK+ (GUI toolkit)
- GTK+ Custom Widget Samples
- GTK+ Custom CellRenderer Samples
- GTK+ Drag and Drop
- GTK DnD Order ListBox widget by doublehourglass
- GDL Sample (Docking widgets)
- Mx Samples (MeeGo netbook UX toolkit)
- WebKit Sample (Embeddable web browser engine)
- StatusIcon Sample (Showing icons in the systray/notification area)

### Мультимедиа и графика
- GStreamer Samples (Multimedia: Audio, Video)
- Cairo Sample (2D vector graphics)
- Clutter Sample (Animation framework)
- Pango Sample (Font rendering)
- Poppler Sample (PDF rendering)
- SDL Samples (Full screen graphics and game programming)
- OpenGL Samples (2D and 3D graphics)
- PulseAudio Samples (Audio playback)

### GNOME платформа
- Gnome-Desktop и GMenu (Inspecting the application menu)
- Gedit 3.0 Plugin

### Использование GLib
- Date and Time Sample
- IO Channels Sample
- List Sample
- MarkupParser Sample (Parsing simple XML files)
- Plugin Sample (Loading modules at runtime)
- Threading Samples (Concurrency and Synchronization)
- Unit Tests Sample
- Value Sample — динамический контейнер переменных
- TypeModule Sample

### Работа с базами данных
- SQLite Sample
- PostgreSQL Sample
- GNOME Data Access library Sample

### Разное
- Curses Sample (Terminal control library)
- GSF Sample (Deflating ZIP archives)
- GSL Samples (Numerical calculations)
- Input Samples
- Implementing Vala interfaces in C
- Loudmouth Sample (Jabber instant messaging)
- Lua Sample (Scripting)
- Tiff Sample (Image loading/saving)
- USB Sample
- XML Sample
- Json Sample
- Shared Library Sample and how to call Vala code using GObject introspection
- WIN32 Cross Build Sample
- Using GUPnP
- Deprecated Samples (Examples using deprecated libraries such as GNOME 2 panel applets)

## Интегрированная среда разработки
| Редактор           | Подсветка синтаксиса | Форматирование кода | Статический анализ кода | Авто-завершение | Перейти к определению | Комплексная документация | Интегрированная сборка, тестирование и отладка |
| Anjuta             | Yes                  |                     | Yes                     | Yes             |                       |                          |                                                |
| Atom               | Yes                  |                     |                         | Yes             |                       | Yes                      |                                                |
| elementary OS Code | Yes                  |                     |                         |                 |                       |                          |                                                |
| Emacs              | Yes                  |                     |                         |                 |                       |                          |                                                |
| Geany              | Yes                  |                     |                         | Yes             | Yes                   |                          |                                                |
| gedit              | Yes                  |                     | Yes                     |                 |                       |                          |                                                |
| GNOME Builder      | Yes                  |                     | Yes                     | Yes             | Yes                   |                          | Yes                                            |
| IntelliJ IDEA      | Yes                  |                     |                         |                 |                       |                          |                                                |
| medit              | Yes                  |                     |                         |                 |                       |                          |                                                |
| SublimeText        | Yes                  |                     |                         | Basic           |                       |                          |                                                |
| TextMate           | Yes                  |                     |                         | Basic           |                       |                          |                                                |
| Vim                | Yes                  |                     | Yes                     |                 | Yes                   |                          |                                                |
| Visual Studio Code | Yes                  | Yes                 | Yes                     | Yes             | Yes                   |                          | Partial Video("Vala Debug" on YouTube)         |
| Kate               | Yes                  |                     |                         |                 |                       |                          |                                                |

В настоящее время существует 4 разрабатываемые реализации языкового сервера для Vala:
- benwaffle/vala-language-server
- davidmhewitt/vala-language-server
- Daniel Espinosa/GNOME Vala Language Server
- philippejer/vala-language-server-alpha (Работает с VS Code)

## Другие инструменты
- Valadoc - генерирует документацию из VAPI, GIR и других файлов
- Gcovr - отчёты о покрытии кода, используйте ключ --debug с valac для включения номеров строк исходного файла
- Uncrustify - авто-форматирование исходного кода
- vala-lint - проверяет код на соответствие правилам оформления кода от elementary — Code-Style guidelines